# Klask
 (novembre 2019).
 (décembre 2021).

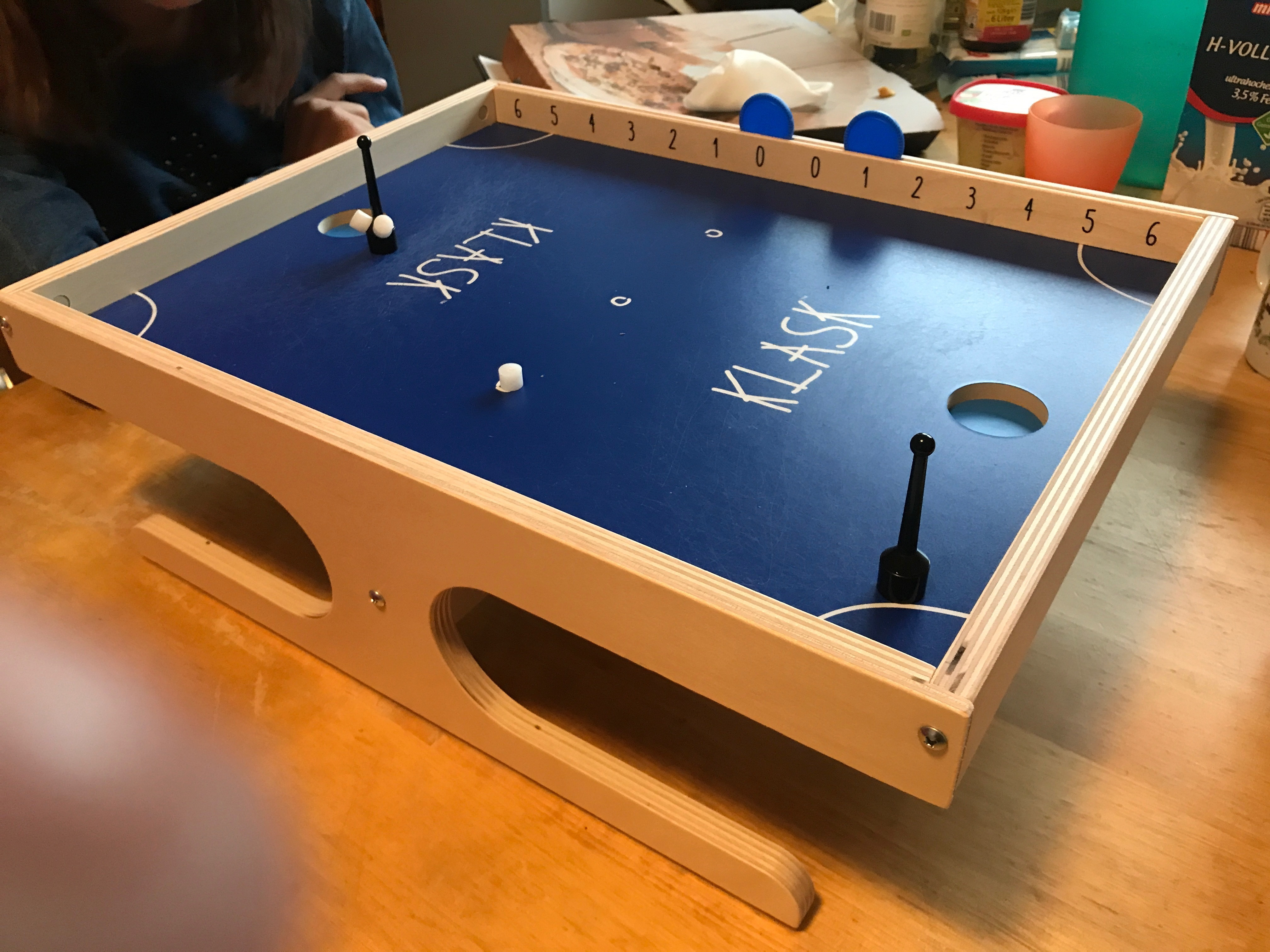
Klask.

Klask est un jeu d'adresse, se jouant à deux, inventé par le charpentier danois Mikkel Bertelsen en 2014. Le jeu a d’abord été publié en 2014 par Klask ApS au Danemark (cette première version possédait un terrain de jeu de couleur verte). Les années suivantes, il a été distribué sous licence à plusieurs autres éditeurs à l'échelle internationale. Dans les pays germanophones, il est produit par Carletto AG en Suisse sous la marque Game Factory.

## Thème et fonctionnalités
Le jeu est un jeu d'adresse simple et rapide similaire à un jeu de hockey sur air ou similaire. Le but est d'amener une balle dans le but de l'adversaire à l'aide de pièces contrôlées magnétiquement. Le premier joueur à 6 points remporte la partie.
Le matériel de jeu est entièrement composé de bois et de plastique et comprend, outre les instructions de jeu, un grand terrain de jeu de 30 sur 40 centimètres, les pièces de jeu magnétiques et leurs aimants de contrôle, trois petits aimants blancs, une balle et deux pièces servant à comptabiliser le score.

## Déroulement d'une partie
Au démarrage d’une partie, le plateau de jeu est placé entre les deux joueurs. Les trois aimants blancs sont placés dans les espaces désignés et les deux pièces de score sont placées sur le bord du terrain à la position 0. Chacun des joueurs reçoit un pion noir et l'aimant associé. Le pion de jeu est placé sur le terrain et l'aimant de contrôle sous le terrain de jeu afin que les deux parties soient connectées magnétiquement.
L’un des deux joueurs récupère la balle et commence dans l’un des coins du terrain. Les deux joueurs essaient maintenant de renvoyer le ballon avec l'aide de leurs pions dans le but adverse, un trou circulaire d'environ trois centimètres de diamètre sur le terrain. Puisque les deux moitiés du terrain de jeu sont séparées par une barrière sous plateau, les joueurs ne peuvent déplacer leur pion que sur leur propre moitié et y jouer le ballon. Les aimants blancs ne doivent pas être déplacés avec l'aimant de contrôle.
Un joueur marque 1 point si :
1. le ballon est dans le but de l'adversaire,
2. au moins deux aimants blancs sont collés sur le pion du joueur adverse,
3. l'adversaire fait tomber son pion dans son propre but,
4. l'adversaire perd le contrôle de son pion.

Le jeu se termine lorsqu'un joueur atteint six points.